# Матильда Маллінгер
Матильда Маллінгер (нім. Mathilde Mallinger), у шлюбі — баронеса Шіммельпфенніг (нар. 17 лютого 1847, Загреб — пом. 19 квітня 1920, Берлін, Веймарська республіка) — хорватська, австрійська і німецька оперна співачка (ліричне сопрано), музична педагогиня.

## Біографія
Народилася 1847 року в сім'ї Ватрослава Ліхтенеггера, відомого хорватського композитора, хорового диригента і музичного педагога. Перші уроки музики і співу отримала у батька.
Навчалася в Празькій консерваторії у Джованні Баттіста Гордіджані, пізніше у Відні у Річарда Леві. У Відні відбулася зустріч і знайомство співачки з Ріхардом Вагнером, який, почувши спів Маллінгер, рекомендував її до трупи Баварського оперного театру. Оперний театр залучив її за його рекомендацією, і вона дебютувала там у професійній опері в 1866 році у головній ролі «Норми» Вінченцо Белліні. Наступні три роки провела у цьому театрі. У репертуарі співачки переважно ролі Вагнера: Ельза в «Лоенгрін» та Елізабет у «Таннхаузер». Вона створила роль Єви у світовій прем'єрі фільму Річарда Вагнера «Die Meistersinger von Nürnberg» 21 червня 1868 року.

## Творчість
У 1866 році Матильда Маллінгер вперше виступила в Мюнхені на сцені Баварської державної опери. З величезним успіхом вона співала в операх Вагнера — «Нюрнберзькі мейстерзінгери», «Валькірія», «Лоенгрін», «Тангейзер».
У 1869 році Маллінгер переїхала до Берліна, де стала однією з провідних співачок Берлінської державної опери, на сцені якого виступала до 1882 року. Матильда Маллінгер співала провідні ролі на берлінських прем'єрах Lohengrin (Elsa, 1869), Die Meistersinger von Nürnberg (1870) і Джузеппе Аїда Верді (Aida, 1874). Вона зобразила Інгеборг у світовій прем'єрі фільму Бернарда Гопффнера «Фрітйоф» (11 квітня 1871 р.) Співала в прем'єрі фільму Вільгельма Тауберта «Цезаріо одер був їхніх вольт» (13 листопада 1874 р.). Серед інших ролей, які вона виконувала в Берліні, були Леонора у «Фіделіо», «Агата» у «Дер Фрайшютц», «Зіґлінде» у «Ді Уокюре», Валентин у «Гугенотах» та кілька героїнь Моцарта, серед яких Паміна, Донна Анна та графиня Альмавіва.
Під час виступів в Берлінській державній опері Меллінгер мала горезвісне суперництво з сопрано Поліною Луккою. Конфлікт між ними поширився і серед їхніх уболівальників. Напруга досягла апогею 27 січня 1872 року у виконанні Моцарта «Одруження Фігаро», в якому Маллінгер виконувала роль графині, а Лукка зобразила Керубіно. Під час виступу прихильники Меллінгер освистали Лукку настільки сильно, що це завадило співати арію. Засмучена цією подією, Лукка розірвала контракт з оперним театром і залишила столицю Німеччини.
За межами Берліна Маллінгер кілька разів виступала у Віденській державній опері та Маріїнському театрі в Санкт-Петербурзі. Після залишення оперної сцени в 1882 році вона продовжувала виступати як концертна співачка до 1895 р. 
Померла у Берліні у 73-річному віці.

## Родина
Матильда Маллінгер була одружена з бароном Отто Шіммельпфенігом Оє (1838—1912), який під ім'ям Отто Дюрінгсфельд виступив як актор, а пізніше керував Берлінським державним театром. Їхня донька Марі Маллінгер (1878—1959) була оперною співачкою, яка виступала в театрі Ельберфельда та в різних театрах Берліна. Марі одружилася з Мартіном Цікелем (1877—1932), німецьким актором та театральним режисером, який виступав у Берліні.

## Вибраний репертуар
- Вінченцо Белліні
- Норма — Норма

- Ріхард Вагнер
- Нюрнберзькі мейстерзінгери — Єва, дочка Погнера
- Лоенгрін — Ельза Брабантська
- Валькірія — Зиглинда

- Людвіг ван Бетховен
- Фіделіо — Леонора, дружина Флорестана, що ховається під ім'ям Фіделіо

- Вольфганг Амадей Моцарт
- Дон Жуан — Донна Анна, наречена Дона Оттавіо
- Весілля Фігаро — Розіна, графиня Альмавіва
- Чарівна флейта — Паміна, донька Цариці ночі

- Джакомо Меєрбер
- Гугеноти — Валентина, дочка графа де Сен-Брі

- Карл Марія фон Вебер
- Вілльний стрілець — Агата, донька лісничого графського

## Педагогічна діяльність
У 1890—1895 роках М. Маллінгер працювала викладачкою співу в консерваторії Праги, а потім аж до смерті — у берлінській консерваторії. Виховала цілу низку талановитих оперних співаків і співачок, зокрема, Ксенію Держинську, Лотту Леман та інших.
Враховуючи заслуги музичної педагогині, кайзер Вільгельм II у 1916 р. присвоїв Матильді Маллінгер почесне звання «Каммерзенгер».